# Nansensgade
Nansensgade er en gade mellem Gyldenløvesgade og Bartholinsgade i Indre By i København. Gaden er kendt for[kilde mangler] sine mange caféer og trendy butikker og huser desuden en årlig gadefest.
Nansensgade er en af flere gader, der blev etableret på området ud for den tidligere Nørrevold, der forsvandt efter at byens befæstning blev opgivet. I den forbindelse blev området frigivet af militæret og overtaget af regeringen i 1864, der derefter kunne sætte gang i byggeriet. Nansensgade blev fuldført sammen med de parallelle Nørre Søgade og Nørre Farimagsgade i august 1873. Gaden er opkaldt efter Københavns borgmester Hans Nansen, der var en af de ledende personer under Københavns belejring (1658-1660). Flere andre gader i området har også navn efter personer fra den tid, hvor de nu forsvundne volde spillede en vigtig rolle.

## Kendte bygninger
Nansensgade Skole i nr. 44-46 blev tegnet af Niels Sigfred Nebelong og åbnede i 1870. Dannerhuset blev grundlagt af grevinde Danner og er nu et krisecenter for voldsramte kvinder. Bygningen blev tegnet af Theodor Zeltner og fuldført i 1875.
Ibsens Hotel har til huse i nr. 65, men hotellets officielle adresse er Vendersgade 23. Luthersk Mission København bor i nr. 94 i en bygning fra 1895 tegnet af Valdemar Ingemann.
Ud for nr. 39 står Mogens Heides skulptur Hønsefødder, og ud for nr. 64 finder man Bjørn Nørgaards skulptur Borne, der blev opsat i 1983.